# Rocabarraigh
Roca-Barraidh en gaèlic (en anglès Rocabarraigh) és una illa fantasma en els mites gaèlic escocesos. Segons aquesta mitologia, se suposa que reapareixerà abans de la fi del món.
El nom de l'illa mítica freqüentment és confós amb el de Rockall un illot real en l'oceà Atlàntic Nord. Per exemple quan Martin Martin va visitar Saint Kilda el 1716, ha fet referències a Rockoll, però no amb relació a Rockall sinó a Roca barraidh (Rocabarraigh). És un nom d'origen cèltic, barraidh (bar-ei) bastant comú en els topònims irlandesos.  Roc prové del gaèlic escocès i significa qualsevol cosa que embolica l'ham o la part del varec que flota a la superfície del mar. A l'illa de Barra (Eilean Bharraidh) a les Hèbrides Exteriors encara es conten històries sobre aquesta illa que els pescadors en rares ocasions haurien vist molt lluny a l'horitzó.
| « | (gaèlic escocès) Nuair a thig Rocabarraigh ris, is dual gun tèid an Saoghal a sgrios | (català) Quan Rocabarraigh retorni, el món quedarà arruïnat | » |